# Бесни Орландо
Бесни Орландо (итал. Orlando furioso) је италијански еп  Лодовика Ариоста, који је извршио широки утицај на каснију културу. Прва верзија се појавила 1516. године мада песма није објављена у целости до 1532. године. Ова поема је својеврсни наставак раније поеме Матеа Бојарда Заљубљени Орландо (итал. Orlando inamorato). Оба дела су написана у једанаестерцу (итал. endecasilabo), и у октавама. У Бесном Орланду, за разлику од ранијег Бојардовог епа, осећа се свест о писању, аутор пише да би други читали. У Бојардовом епу наратор је више рецитатор, који пред окупљеном публиком на неком јавном месту приповеда дела јунака епа. У делу се описују витешки подухвати витеза Орланда у рату са Сараценима за време ратова Карла Великога против Сарацена. Витез Орландо се заљубљује у паганску принцезу Анђелику, која је побегла из замка баварскога војводе. Орландо креће за њом и срећу се у многим авантурма, све док се Анђелина не заљубљује у рањенога сараценскога витеза Медора. Орландо након тога постаје луд и уништава све пред собом.